# Festung Hohensalzburg
Festung Hohensalzburg är ett slott i Österrike.  Det ligger i distriktet Salzburg Stadt och förbundslandet Salzburg, i den centrala delen av landet. Festung Hohensalzburg ligger 119 meter ovanför staden Salzburg.
Borgens första delar byggdes 1077 under investiturstriden mellan kejsare Henrik IV och påve Gregorius VII. Försvarsanläggningen fick under ärkebiskop Konrad I av Salzburg flera tillbyggnader. Under 1400-talet tillfogade ärkebiskop Leonhard von Keutschach ytterligare delar. Hans adelsätt hade en beta i vapenskölden som syns flera gånger i byggnaden. Fram till 1800-talet utfördes materialtransporten till borgen av fångar. I Festung Hohensalzburg finns en kyrka som är vigd åt Ärkeängeln Gabriel.